# Молькеево
Молькеево (тат. Мәлки) — село в Кайбицком районе Татарстана. Также центр Молькеевского сельского поселения.

## География
Находится на юго-западе Татарстана, в 27 км западнее районного центра Больших Кайбиц. Село расположено по обоим берегам реки Урюм — левый приток реки Кубня.

## Население
| Год  | Население |
| ---- | --------- |
| 1989 | 648       |
| 1997 | 649       |
| 2010 | 567       |

## История
Основано в XVII веке. История села связана с крещением татар, и по названию села именуется одна из пяти этнографических групп крещёных татар — молькеевские.

## Транспорт
Молькеево долгое время являлось конечным пунктом маршрута автобуса Казань — Большие Кайбицы — Молькеево.